# Danijel Lončar
Danijel Lončar (Osijek, 26 giugno 1997) è un calciatore croato, difensore del Pogoń Stettino.

## Caratteristiche tecniche
È un terzino destro.

## Carriera
Cresciuto nel settore giovanile dell'Osijek, ha esordito in prima squadra il 26 maggio 2017 disputando l'incontro di 1. HNL vinto 1-0 contro l'RNK Spalato.

## Statistiche
Statistiche aggiornate al 12 marzo 2020.

### Presenze e reti nei club
| Stagione        | Squadra         | Campionato      | Campionato | Campionato | Coppe nazionali | Coppe nazionali | Coppe nazionali | Coppe continentali | Coppe continentali | Coppe continentali | Altre coppe | Altre coppe | Altre coppe | Totale | Totale | Totale |
| Stagione        | Squadra         | Comp            | Pres       | Reti       | Comp            | Pres            | Reti            | Comp               | Pres               | Reti               | Comp        | Pres        | Reti        | Pres   | Reti   |        |
| --------------- | --------------- | --------------- | ---------- | ---------- | --------------- | --------------- | --------------- | ------------------ | ------------------ | ------------------ | ----------- | ----------- | ----------- | ------ | ------ | ------ |
| 2018-2019       | Osijek II       | 2.HNL           | 8          | 0          |                 | -               | -               |                    | -                  | -                  |             | -           | -           | 8      | 0      |        |
| 2016-2017       | Osijek          | 1.HNL           | 1          | 0          | CC              | 0               | 0               |                    | -                  | -                  |             | -           | -           | 1      | 0      |        |
| 2017-2018       | Osijek          | 1.HNL           | 0          | 0          | CC              | 0               | 0               | UEL                | 0                  | 0                  |             | -           | -           | 0      | 0      |        |
| 2018-2019       | Osijek          | 1.HNL           | 24         | 1          | CC              | 2               | 0               | UEL                | 3                  | 0                  |             | -           | -           | 29     | 1      |        |
| 2019-2020       | Osijek          | 1.HNL           | 9          | 1          | CC              | 1               | 0               | UEL                | 0                  | 0                  |             | -           | -           | 10     | 1      |        |
| Totale carriera | Totale carriera | Totale carriera | 42         | 2          |                 | 3               | 0               |                    | 3                  | 0                  |             | -           | -           | 48     | 2      |        |